# Всеволожский, Дмитрий Андреевич
Дмитрий Андреевич Всеволожский (1815—1893) — русский военно-морской деятель, вице-адмирал (1876). Председатель Главного военно-морского суда (1892).

## Биография
Происходил из старинного дворянского рода Всеволожских, сын капитана 2-го ранга Андрея Петровича Всеволжского.
В службе с 1832 года, после окончания Морского кадетского корпуса произведён в мичманы с назначением на Балтийский флот. В кампанию 1834 года на шхуне «Вихрь» находился у описи и промере в Финском заливе. В 1835—1837 годах на бриге «Агамемнон» крейсировал в Финском заливе и Балтийском море. 3 апреля 1838 года произведен в лейтенанты. В кампанию 1838 года на бриге «Казарский» перешел от Кронштадта до Стокгольма. В кампанию 1839 года на корабле «Не тронь меня» крейсировал в Финском заливе. В 1840—1841 годах на пароходе «Петергоф» и корабле «Не тронь меня» крейсировал между Петергофом, С.-Петербургом и Кронштадтом. В 1842—1852 годах командовал пароходом «Самолет» в Финском заливе. В 1844 году награжден орденом Св. Станислава III степени. В 1849 году награжден орденом Св. Анны III степени. 6 декабря 1850 года произведен в капитан-лейтенанты. Во время Крымской войны находился на кронштадтском рейде для защиты крепости от атаки англо-французского флота. 26 августа 1856 года произведён в капитаны 2-го ранга.
3 ноября 1858 года назначен командиром яхты императорской яхты «Штандарт» с переводом в Гвардейский экипаж. 8 сентября 1859 года произведён в капитаны 1-го ранга. 4 апреля 1862 года назначен исправляющим должность капитана Кронштадтского порта. 24 июня 1863 года утвержден в должности капитана порта с пожалованием «за труды при производстве работ по вооружению Кронштадта» 1 тыс. рублей. 31 марта 1868 года произведен в контр-адмиралы. 1 января 1872 года назначен состоять по морскому министерству. 1 января 1876 года произведен в вице-адмиралы.
С 16 января 1878 года постоянный член, а с 1 января 1892 года председатель — Главного военно-морского суда Российской империи. Был награждён всеми орденами вплоть до ордена Святого Александра Невского пожалованного ему 1 января 1891 года.
Умер 15 (27) января 1893 года. Похоронен на кладбище Новодевичья монастыря, вместе с женой.

## Семья
Жена:
- Софья Львовна Всеволожская, урождённая Бекетова (1820—1886) — воспитательница августейших детей императора Александра II

Дети:
- Д. Д. Всеволожский (1854—1909) — контр-адмирал
- А. Д. Всеволожский (1851—1912) — генерал-майор
- Екатерина — замужем за контр-адмиралом Ф. Н. Чалеевым, их сын — Николай (1874—1938) —театральный актёр, режиссёр и педагог, народный артист РСФСР